# Свислач (Минска област)
Свислач (блр. Свіслач; рус. Сви́слочь) је насељено место са административним статусом варошице (городской посёлок) у Пухавицком рејону Минске области у Републици Белорусији. Налази се на око 37 км југоисточно од главног града земље Минска.
Свислач је основан током 1960-их година ка радничко насеље за потребе фабрике за производњу биљних уља. 
Према проценама за 2011. у варошици је живело 3.945 становника.